# Venusia pygmaea
Venusia pygmaea är en fjärilsart som beskrevs av Johan Martin Jacob af Tengström 1869. Venusia pygmaea ingår i släktet Venusia och familjen mätare. Inga underarter finns listade i Catalogue of Life.